# تونی سیلوا (بازیکن فوتبال)
تونی سیلوا (انگلیسی: Toni Silva؛ زادهٔ ۱۵ سپتامبر ۱۹۹۳) بازیکن فوتبال اهل گینه بیسائو است. وی در پست مهاجم و در حال حاضر در لیگ برتر فوتبال مصر بازی می‌کند.
از باشگاه‌هایی که در آن بازی کرده‌است می‌توان به باشگاه فوتبال اونیائو، باشگاه فوتبال لیورپول، باشگاه فوتبال نورث‌همپتون تاون، باشگاه فوتبال بارنزلی، باشگاه فوتبال داگنم و ردبریج، و باشگاه فوتبال زسکا صوفیه اشاره کرد.
وی همچنین در تیم‌های ملی فوتبال زیر ۱۷ سال پرتغال و تیم زیر ۱۸ سال پرتغال و گینه بیسائو بازی کرده‌است.